# Averti qui
Averti qui è un singolo della cantante italiana Anna Tatangelo.

## Descrizione
Il brano, proveniente dall'album Mai dire mai, che è liberamente ispirato alla storia d'amore tra la Tatangelo e il compagno Gigi D'Alessio, è stato messo in commercio sotto forma di download digitale ed è entrato in rotazione in tutte le radio a partire dal 28 settembre 2007, dopo essere stato presentato a Miss Italia la domenica precedente.
Insieme a Lo so che finirà, segna il debutto come autrice della Tatangelo, che insieme a Gigi D'Alessio (autore della musica), ha composto il testo.

## Video musicale
Il videoclip è diretto da Gaetano Morbioli.

## Formazione
- Anna Tatangelo - voce
- Michael Thompson - chitarra elettrica
- Maurizio Fiordiliso - chitarra acustica
- Cesare Chiodo - basso
- Lele Melotti - batteria

## Classifiche
| Classifica (2007) | Posizione massima |
| ----------------- | ----------------- |
| Italia            | 20                |